# San Vicente Centenario
San Vicente Centenario è un comune dell'Honduras facente parte del dipartimento di Santa Bárbara.
Il comune è stato istituito il 18 gennaio 1922 con parte del territorio del comune di Santa Bárbara.